# Silver Summit
Silver Summit – jednostka osadnicza w Stanach Zjednoczonych, w stanie Utah, w hrabstwie Summit.